# Hyperius sparsutus
Hyperius sparsutus är en skalbaggsart som beskrevs av Leon Fairmaire 1878. Hyperius sparsutus ingår i släktet Hyperius och familjen Melolonthidae. Inga underarter finns listade i Catalogue of Life.